# Schleppmittel
|  | Dieser Artikel wurde auf der Qualitätssicherungsseite der Redaktion Chemie eingetragen. Dies geschieht, um die Qualität der Artikel aus dem Themengebiet Chemie formal und inhaltlich auf ein in der Wikipedia gewünschtes Niveau zu bringen. Wir sind dankbar für deine Mithilfe, bitte beteilige dich an der Diskussion (neuer Eintrag) oder überarbeite den Artikel entsprechend. |

Schleppmittel sind in verschiedenen Trennverfahren verwendete Zusatzstoffe, die das Abtrennen einzelner Stoffe aus Stoffgemischen ermöglichen:
- Extraktivrektifikation
  - Änderung der Aktivitätskoeffizienten der zu trennenden Stoffe, um deutlich andere Trennfaktoren als 1 zu erreichen
  - Der Sättigungsdampfdruck des Schleppmittels sollte deutlich niedriger (die Siedetemperatur ist dann höher) sein als der der zu trennenden Stoffe, um zum einen sicherzustellen, dass der Zusatzstoff kein neues Azeotrop einführt und zum anderen leicht im Boden einer Trennkolonne abgetrennt werden kann.
- Azeotrope Destillation[1]
  - Schleppmittel und abzutrennende Komponente bilden ein Azeotrop und sind nicht ineinander löslich (Mischungslücke).
  - Die Wasserdampfdestillation ist ein Beispiel für eine azeotrope Destillation bei der Wasser als Schleppmittel benutzt wird.[2]
  - Häufig verwendet zum Abtrennen von Wasser (z. B. Toluol als Wasserschlepper)
  - Die Schlepperphase fließt aus dem Kondensat wieder in den Sumpf (Abtrennung über z. B. Wasserabscheider).
- Flüssig-Flüssig Extraktion[3]
  - Nur eine der Komponenten sollte sich im Schleppmittel vollständig lösen.
- Absorption (Gastrennung)[1]
  - Unterschiedliche Löslichkeit der Gase im Schleppmittel